# Peter Bares

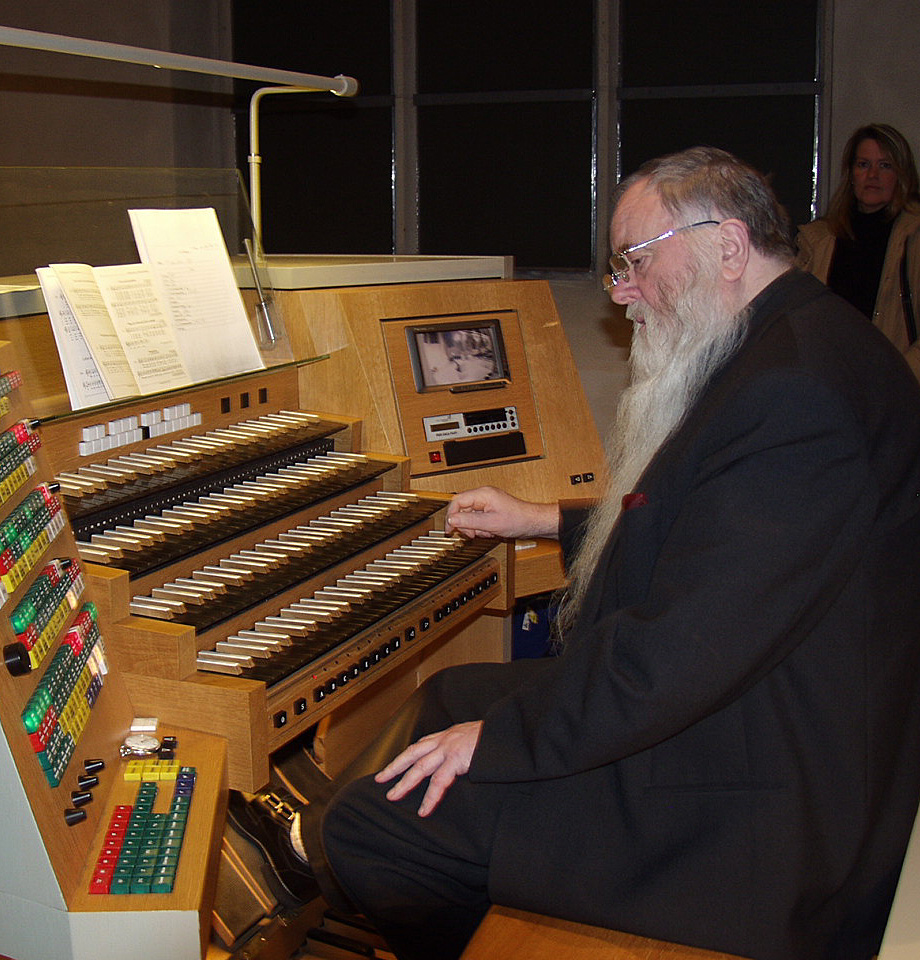
Peter Bares (2006)

Peter Bares (* 16. Januar 1936 in Essen-Borbeck; † 2. März 2014 in Sinzig-Bad Bodendorf) war ein deutscher Organist und Komponist für Kirchenmusik. Darüber hinaus war er auch als Lyriker aktiv.

## Leben
Bares studierte Kirchenmusik an der Folkwang-Hochschule in Essen bei Ernst Kaller und Siegfried Reda. Von 1960 bis 1985 wirkte er als Kirchenmusiker in Sinzig, wo er 1976 die Internationalen Studienwochen für Neue Geistliche Musik Sinzig initiierte. Er regte Komponisten zu neuen Orgelwerken an und beeindruckte Kollegen und Schüler mit seinem Charisma. Stolz auf seinen Weinkeller und Selbstironie paarten sich in seinem Ausspruch: „Hast du Bares, bist du flüssig!“ Nach seiner von internationalen Protesten begleiteten Kündigung 1985 setzte er die Studienwoche noch zehn Mal in Bonn und Köln fort. 1992 wurde er von dem Jesuitenpater Friedhelm Mennekes an die Kunst-Station Sankt Peter Köln berufen.
Bereits 1974 gewann er eine Bronzemedaille beim Internationalen Haarlemer Improvisationswettbewerb. Er gab zahlreiche Konzerte in Europa. Seine Interpretationen wurden durch Rundfunkaufnahmen dokumentiert. Bares unterrichtete Improvisation im Lehrauftrag in Saarbrücken, Liegnitz, Warschau und Utrecht. Sein Werk umfasst mehr als 3000 geistliche Kompositionen, darunter das liturgische Gesangbuch Salve festa dies. Über sein musikalisches Werk hinaus veröffentlichte Bares von 1992 bis 1995 fünf Bücher mit Gedichten. Seine Lyrik sowie einige Kompositionen wurden im Kölner Verlag Dohr veröffentlicht. 1981 stiftete Bares für die Sinziger Stadtpfarrkirche St. Peter die Petrusglocke, die das bedeutende Geläut von 1299 komplettierte. Peter Bares beendete Anfang 2008 seinen Dienst als Organist. Der Kirchenvorstand ernannte ihn zusammen mit Zsigmond Szathmáry zum Titularorganisten an Sankt Peter in Köln. Bares starb am 2. März 2014 im Alter von 78 Jahren.

## Orgeln
Peter Bares verfertigte zahlreiche Dispositionsentwürfe, darunter auch eine Disposition für eine neue Orgel im Kölner Dom. Nach seinen Plänen wurde die Orgel in St. Peter Sinzig erbaut. Auch für die Orgel der Kölner Kunst-Station Sankt Peter mit über 100 Registern schuf er die Disposition unter Verwendung der vorhandenen alten Orgel sowie eigener Register aus Sinzig. Bares benutzte, wie im 19. Jahrhundert der Orgelbauer Cavaillé-Coll, Schlagzeugregister mit dem Ziel, seine Orgeln um Klangfarben für die zeitgenössische Musik zu erweitern. Er widersetzte sich dem allgemeinen Trend der sechziger und siebziger Jahre, Orgeln historisch nachzubauen. Stattdessen dachte er an die klangliche und technische Weiterentwicklung des Orgelbaus. Seine Orgeln hinterlassen laut Rainer Nonnenmann einen außerordentlichen, das heißt vom traditionellen Klangbild der Orgel abweichenden Eindruck.

## Werke (Musik)
Trotz seiner regen Kompositionstätigkeit sind laut Daniela Philippi kaum Kompositionen veröffentlicht. Sein Werk reicht von geistlichem Liedgut über Werke für Tasteninstrument bis hin zu einer Vielzahl von geistlichen Vokalwerken. Die Staatsbibliothek zu Berlin archiviert seinen kompositorischen Nachlass.

## Werke (Lyrik)
Seit seiner Sinziger Tätigkeit machte Bares auch mit Gedichten auf sich aufmerksam. Von 1992 bis 1995 veröffentlichte er fünf Gedichtbände, die teils autobiographische Züge tragen.
- Aus Dir Wunder. Gedichte. Köln 1992.
- Noch bin ich schneller. Gedichte. Köln 1993.
- Judas rostet nicht. Gedichte. Köln 1993.
- Erbrochenes Wort. Gedichte. Köln 1994.
- Geraubter Mund. Gedichte. Köln 1995.